# Seiko (imię)
Seiko (jap. せいこ,　セイコ) – żeńskie imię japońskie.

## Możliwa pisownia
Seiko można zapisać używając wielu różnych znaków kanji i może znaczyć m.in.:
- 聖子, „święty, dziecko” (występuje też inna wymowa tego imienia: Kiyoko)
- 青子, „niebieski, dziecko”
- 晴子, „bezchmurny, dziecko”
- 清子, „czysty, dziecko”
- 正子, „właściwy, dziecko”
- 征子, „zdobywca, dziecko”
- 星子

## Znane osoby
- Seiko Hashimoto (聖子), japońska polityk
- Seiko Kawamura (聖子), japońska siatkarka
- Seiko Koasa (星子), japońska skoczkini narciarska
- Seiko Matsuda (聖子), japońska wokalistka popowa
- Seiko Noda (聖子), japońska polityk, deputowana Izby Reprezentantów
- Seiko Okamoto (聖子), japońska tenisistka

## Fikcyjne postacie
- Seiko Hata, postać z mangi i anime Digimon
- Seiko Miyoshi (征子), bohaterka mangi i anime Nodame Cantabile
- Seiko Shinohara (世以子), bohaterka mangi, gry oraz anime Corpse Party